# اندیس سنگ تزئینی (مرمریت) خمیانه
سنگ تزئینی (مرمریت) خمیانه یک اندیس مصالح ساختمانی است که در حوالی شهر بروجرد استان لرستان قرار دارد و مادهٔ معدنی موجود در آن، سنگ تزئینی است.سنگ میزبان این اندیس سنگ آهک است و دیرینگی آن به دوران کرتاسه می‌رسد. 